# Liste der Biografien/Stua
Liste der Biografien |
Portal Biografien |
Personensuche
# |
A |
B |
C |
D |
E |
F |
G |
H |
I |
J |
K |
L |
M |
N |
O |
P |
Q |
R |
S |
T |
U |
V |
W |
X |
Y |
Z |
?
 
Sa |
Sb |
Sc |
Sd |
Se |
Sf |
Sg |
Sh |
Si |
Sj |
Sk |
Sl |
Sm |
Sn |
So |
Sp |
Sq |
Sr |
Ss |
St |
Su |
Sv |
Sw |
Sy |
Sz
 
Sta |
Ste |
Sth |
Sti |
Stj |
Stl |
Sto |
Str |
Sts |
Stt |
Stu |
Stv |
Stw |
Sty
 
Stua |
Stub |
Stuc |
Stud |
Stue |
Stuf |
Stug |
Stuh |
Stui |
Stuj |
Stuk |
Stul |
Stum |
Stun |
Stup |
Stur |
Stus |
Stut |
Stuu |
Stuv |
Stuw |
Stux |
Stuy
Die Liste der Biografien führt alle Personen auf, die in der deutschsprachigen Wikipedia einen Artikel haben. Dieses ist eine Teilliste mit 137 Einträgen von Personen, deren Namen mit den Buchstaben „Stua“ beginnt.

## Stua

### Stuan
- Stuani, Cristhian (* 1986), uruguayischer Fußballspieler

### Stuar
- Stuart d’Aubigny, Bérault († 1508), französischer Militär, Kommandeur der Schottischen Garde, und Diplomat aus dem Zweig Darnley des Hauses Stuart
- Stuart d’Aubigny, George (1618–1642), schottisch-französischer Adliger
- Stuart d’Aubigny, Henri († 1632), schottisch-französischer Adliger
- Stuart d’Aubigny, John († 1482), schottisch-französischer Adliger
- Stuart d’Aubigny, John († 1567), schottisch-französischer Adliger
- Stuart D’Aubigny, Robert (1470–1544), schottisch-französischer Adliger
- Stuart Mackenzie, James (1719–1800), britischer Politiker, Abgeordneter des House of Commons
- Stuart, Alexander (1824–1886), australischer Politiker und Premier von New South Wales
- Stuart, Alexander Hugh Holmes (1807–1891), US-amerikanischer Politiker (Whig Party)
- Stuart, Alice Jackson (1913–2001), US-amerikanische Pädagogin und Hochschullehrerin
- Stuart, Andrew (1823–1872), US-amerikanischer Politiker der Demokratischen Partei
- Stuart, Andrew M. (* 1962), britischer Mathematiker
- Stuart, Arbella (1575–1615), englische AdligeArbella Stuart (1575–1615)

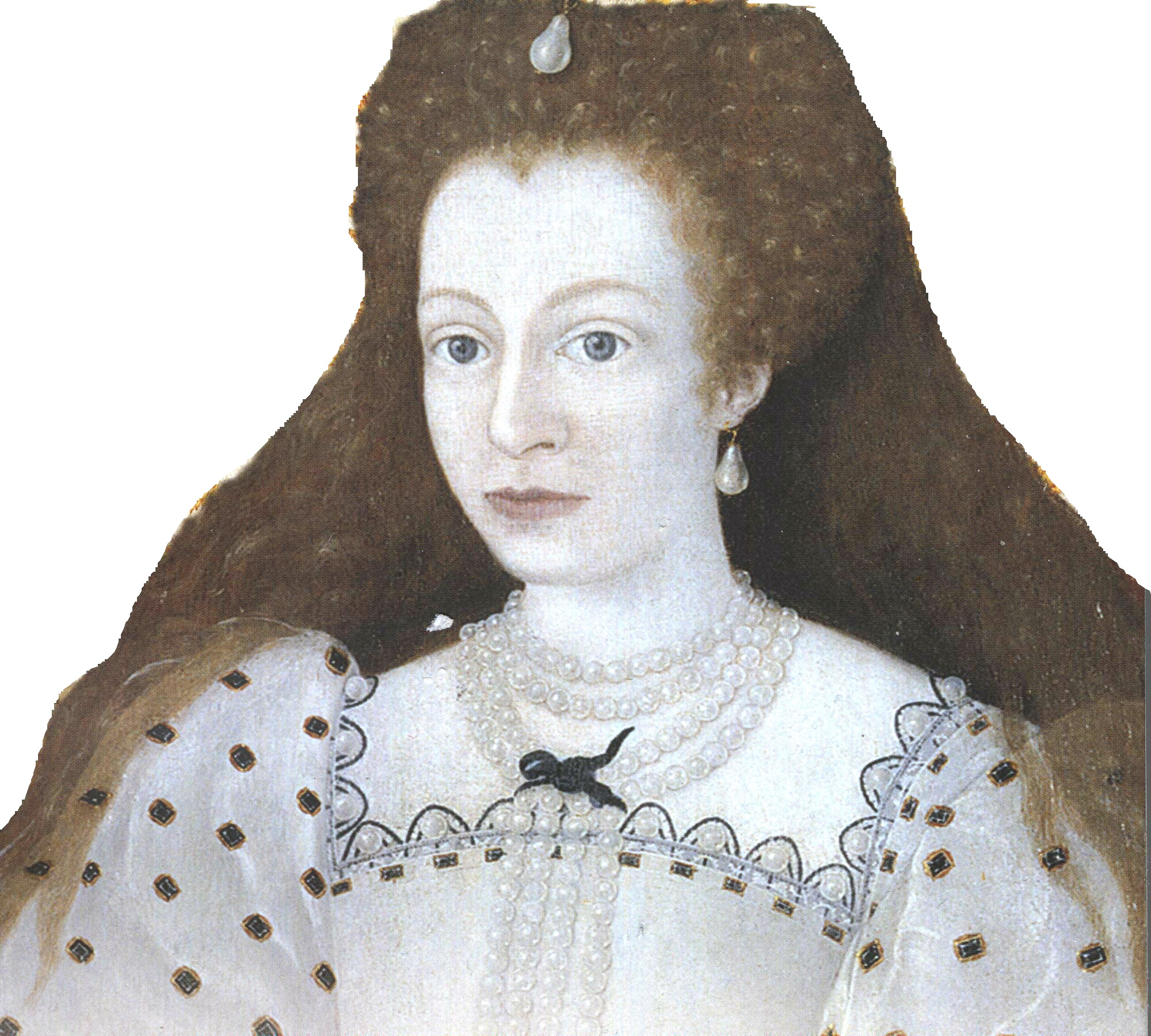
Arbella Stuart (1575–1615)

- Stuart, Archibald (1795–1855), US-amerikanischer Politiker
- Stuart, Barbara (1930–2011), US-amerikanische Schauspielerin
- Stuart, Bernard (1706–1755), schottischer Benediktiner-Pater, Wissenschaftler und Uhrmacher
- Stuart, Betty Ann (* 1950), US-amerikanische Tennisspielerin
- Stuart, Bianca (* 1988), bahamaische Weitspringerin
- Stuart, Brad (* 1979), kanadischer Eishockeyspieler
- Stuart, Campbell (1885–1972), kanadischer Autor, Propagandist
- Stuart, Carl Magnus († 1705), schwedischer Festungsbaumeister, Kammerherr und Generalgouverneur von Kurland
- Stuart, Charles (1753–1801), britischer General und Politiker
- Stuart, Charles (1810–1892), britischer General und Politiker
- Stuart, Charles E. (1810–1887), US-amerikanischer Politiker (Demokratische Partei)
- Stuart, Charles Edward (1720–1788), britischer Thronanwärter, im Exil lebendCharles Edward Stuart (1720–1788)

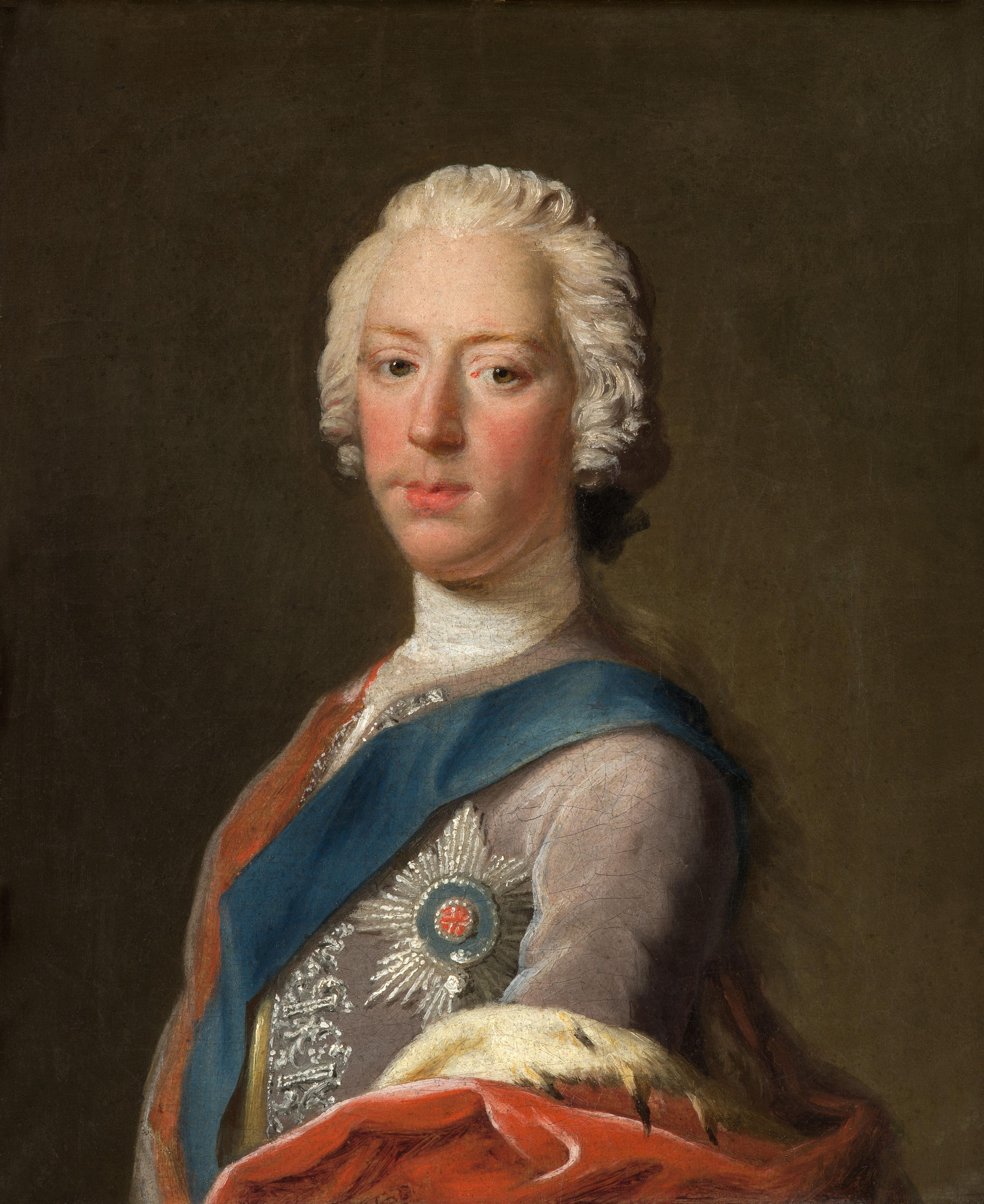
Charles Edward Stuart (1720–1788)

- Stuart, Charles, 1. Baron Stuart de Rothesay (1779–1845), britischer Adliger und Diplomat
- Stuart, Charles, 12. Lord Blantyre (1818–1900), britischer Adliger und Politiker
- Stuart, Charlotte (1753–1789), Tochter des jakobitischen Thronanwärters Charles Edward Stuart
- Stuart, Colin (* 1982), US-amerikanischer Eishockeyspieler
- Stuart, Conny (1913–2010), niederländische Sängerin und Schauspielerin
- Stuart, Dan (* 1961), US-amerikanischer Musiker
- Stuart, David (* 1753), US-amerikanischer Arzt und Kommissar bei der Planung Washingtons
- Stuart, David (1816–1868), US-amerikanischer Politiker
- Stuart, David (* 1965), US-amerikanischer Altamerikanist
- Stuart, Douglas (1885–1969), britischer Ruderer
- Stuart, Douglas (* 1976), schottisch-amerikanischer Schriftsteller
- Stuart, Douglas, 20. Earl of Moray (1928–2011), britischer Peer und Politiker
- Stuart, Duane Reed (1873–1941), US-amerikanischer Klassischer Philologe
- Stuart, Dudley Coutts (1803–1854), britischer Politiker, Mitglied des House of Commons
- Stuart, Dugald, 2. Baronet († 1672), schottischer Adliger
- Stuart, Eddie (1931–2014), südafrikanischer Fußballspieler
- Stuart, Edwin Sydney (1853–1937), US-amerikanischer Politiker
- Stuart, Elisabeth (1596–1662), Enkelin von Maria Stuart, Kurfürstin von der Pfalz und Königin von BöhmenElisabeth Stuart (1596–1662)

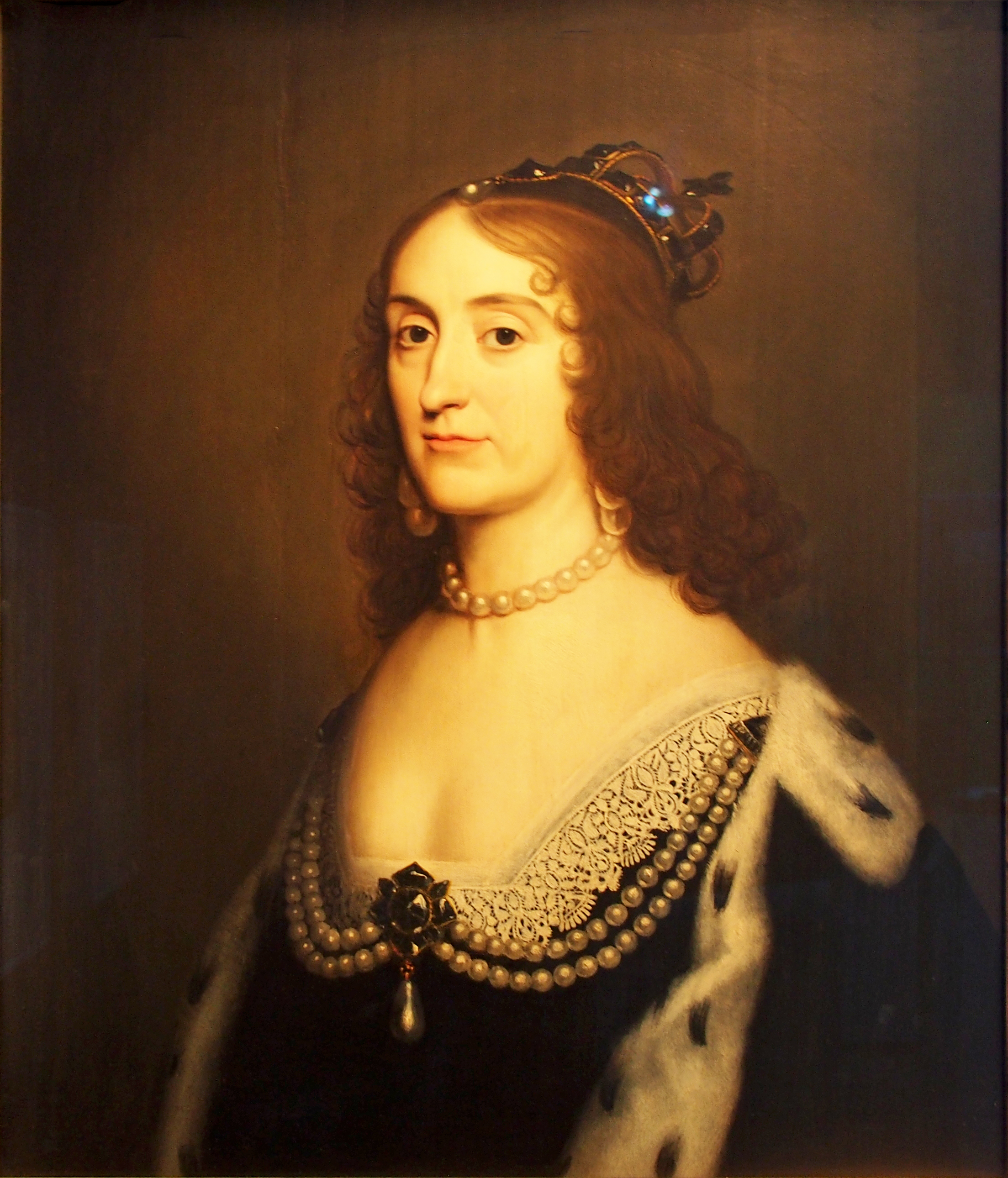
Elisabeth Stuart (1596–1662)

- Stuart, Elizabeth (* 1963), britische Theologin und Hochschullehrerin
- Stuart, Elliot (* 1946), englischer Badmintonspieler
- Stuart, Evelyn (1773–1842), britischer Offizier und Politiker, Mitglied des House of Commons
- Stuart, Francis (1902–2000), irischer Schriftsteller
- Stuart, Francis Hamilton (1912–2007), australischer Botschafter
- Stuart, Frederick (1751–1802), britischer Politiker, Mitglied des House of Commons
- Stuart, Freundel (* 1951), barbadischer Politiker, Premierminister von Barbados
- Stuart, George (1780–1841), britischer Admiral
- Stuart, Gilbert (1755–1828), amerikanischer Maler
- Stuart, Gisela (* 1955), britische Politikerin (Labour), Mitglied des House of Commons
- Stuart, Gloria (1910–2010), US-amerikanische SchauspielerinGloria Stuart (1910–2010)

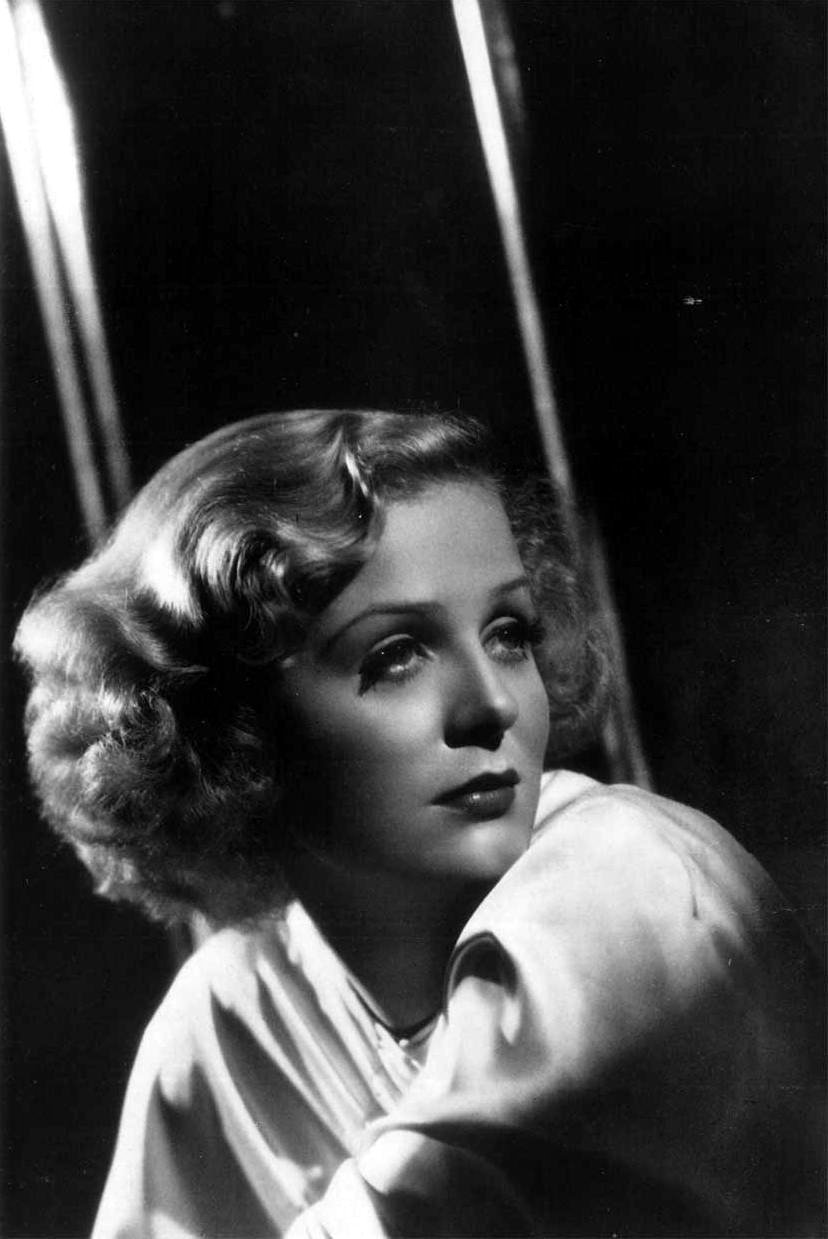
Gloria Stuart (1910–2010)

- Stuart, Graham (* 1962), britischer Politiker der Konservativen Partei
- Stuart, Graham (* 1970), englischer Fußballspieler
- Stuart, Hamish (* 1949), schottischer Soulmusiker
- Stuart, Harold Arthur (1860–1923), britischer Beamter in Indien und Plebiszitkommissar der Interalliierten Regierungs- und Plebiszitkommission für Oberschlesien (1921)
- Stuart, Hefty (1912–1938), australischer Radrennfahrer
- Stuart, Henrietta Anne (1644–1670), Prinzessin von England, durch Heirat Herzogin von OrléansHenrietta Anne Stuart (1644–1670)

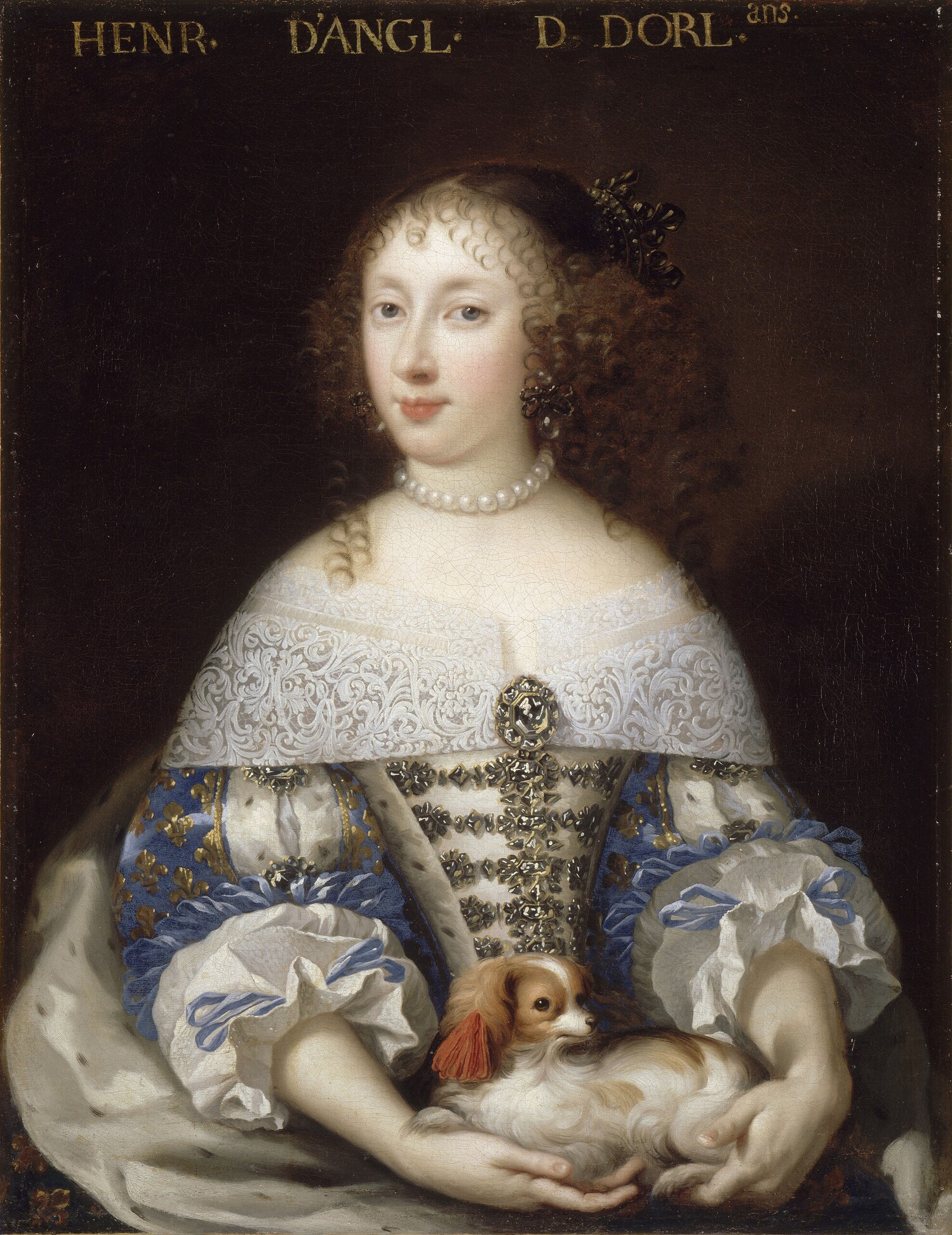
Henrietta Anne Stuart (1644–1670)

- Stuart, Henry (1804–1854), britischer Politiker, Abgeordneter des House of Commons
- Stuart, Henry (1885–1948), schweizerischer Schauspieler, Filmregisseur und Drehbuchautor
- Stuart, Henry Benedict (1725–1807), Kardinalbischof von Frascati, von Ostia, Velletri und Kardinaldekan der römisch-katholischen Kirche
- Stuart, Henry Carter (1855–1933), US-amerikanischer Politiker
- Stuart, Henry Frederick, Prince of Wales (1594–1612), Thronfolger Englands und Schottlands
- Stuart, Henry Windsor Villiers (1827–1895), britischer Politiker, Mitglied des House of Commons und Ägyptologe
- Stuart, Henry, Duke of Gloucester (1640–1660), englisch-schottischer Prinz aus dem Hause Stuart
- Stuart, Henry, Lord Darnley (1545–1567), Ehemann der Maria Stuart, Titularkönig von Schottland
- Stuart, Herbert Akroyd (1864–1927), englischer Erfinder
- Stuart, Herbert Arthur (1899–1974), Schweizer Physiker
- Stuart, Hod (1879–1907), kanadischer Eishockeyspieler
- Stuart, Imogen (1927–2024), deutsch-irische Bildhauerin
- Stuart, James († 1793), britischer Offizier
- Stuart, James (1713–1788), britischer Maler und Architekt
- Stuart, James Ewell Brown (1833–1864), General des konföderierten Heeres im Amerikanischen Bürgerkrieg
- Stuart, James Francis Edward (1688–1766), Thronprätendent für den schottischen und den englischen ThronJames Francis Edward Stuart (1688–1766)

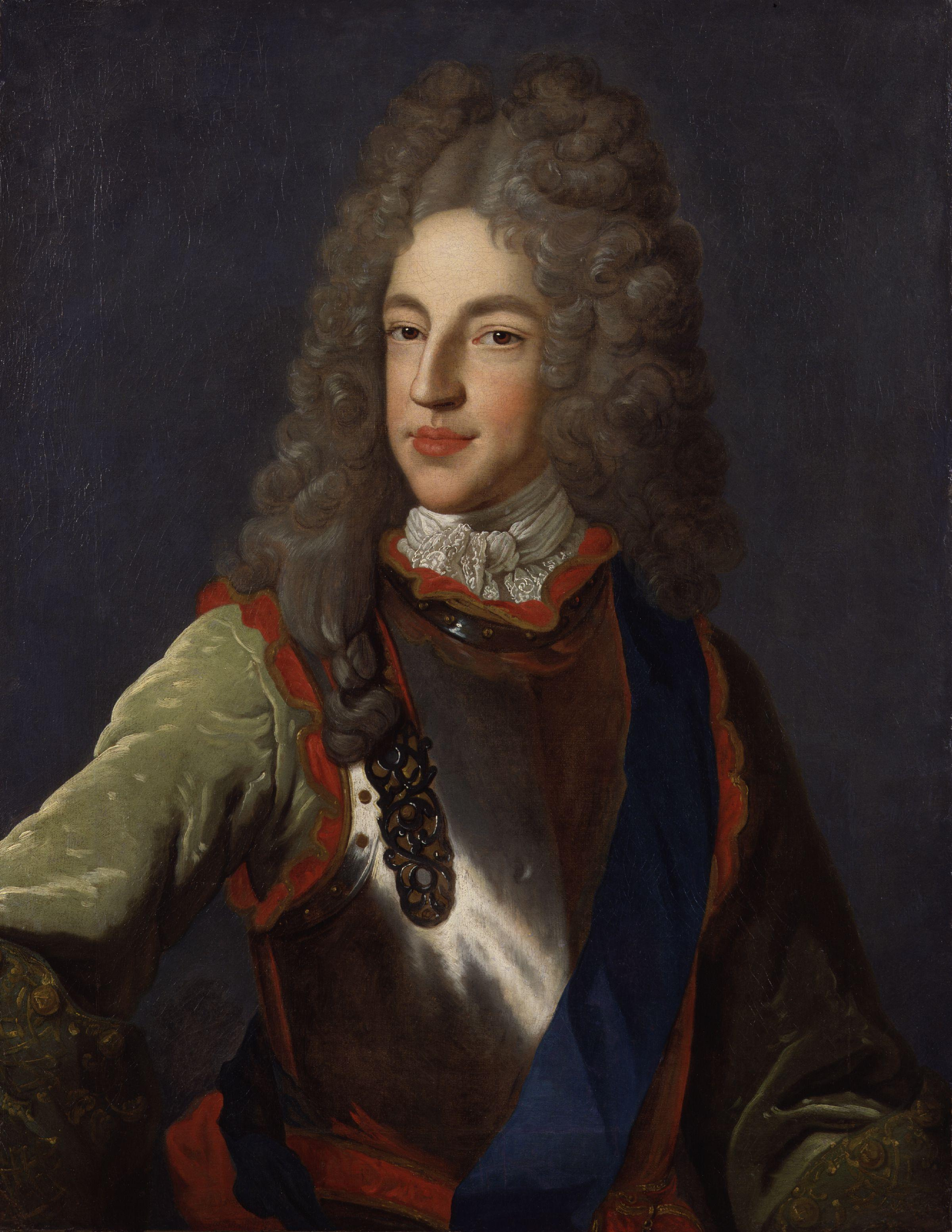
James Francis Edward Stuart (1688–1766)

- Stuart, James Patrick (* 1968), US-amerikanischer Schauspieler und Synchronsprecher
- Stuart, James, 1. Baronet († 1662), schottischer Adliger und Politiker
- Stuart, James, 1. Viscount Stuart of Findhorn (1897–1971), britischer Politiker, Mitglied des House of Commons und des House of Lords
- Stuart, James, 2. Earl of Bute († 1723), britischer Peer und Politiker
- Stuart, Jamie (* 1976), englischer Fußballspieler
- Stuart, Jane (1502–1563), Gouvernante der schottischen Königin Maria I., Mätresse des französischen Königs Heinrich II.
- Stuart, Jeb (* 1956), US-amerikanischer Drehbuchautor, Filmregisseur und -produzent
- Stuart, Johan (* 1981), schwedischer Politiker (Moderata samlingspartiet), Staatssekretär
- Stuart, John (1898–1979), schottischer Schauspieler
- Stuart, John McDouall (1815–1866), australischer Geometer und Entdecker
- Stuart, John T. (1807–1885), US-amerikanischer Politiker
- Stuart, John Trevor (1929–2023), britischer Mathematiker und Hochschullehrer
- Stuart, John, 1. Marquess of Bute (1744–1814), britischer Adliger, Diplomat und Politiker
- Stuart, John, 3. Earl of Bute (1713–1792), britischer Premierminister
- Stuart, John, Viscount Mount Stuart (1767–1794), britischer Politiker
- Stuart, Katie (* 1984), US-amerikanische Schauspielerin
- Stuart, Katie (* 1985), kanadische Schauspielerin
- Stuart, Kenneth (1891–1945), kanadischer Generalleutnant
- Stuart, Leslie (1864–1928), englischer Komponist
- Stuart, Louisa (1757–1851), britische Schriftstellerin
- Stuart, Margaret (1934–1999), neuseeländische Hürdenläuferin und Sprinterin
- Stuart, Maria (1542–1587), Regentin von SchottlandMaria Stuart (1542–1587)

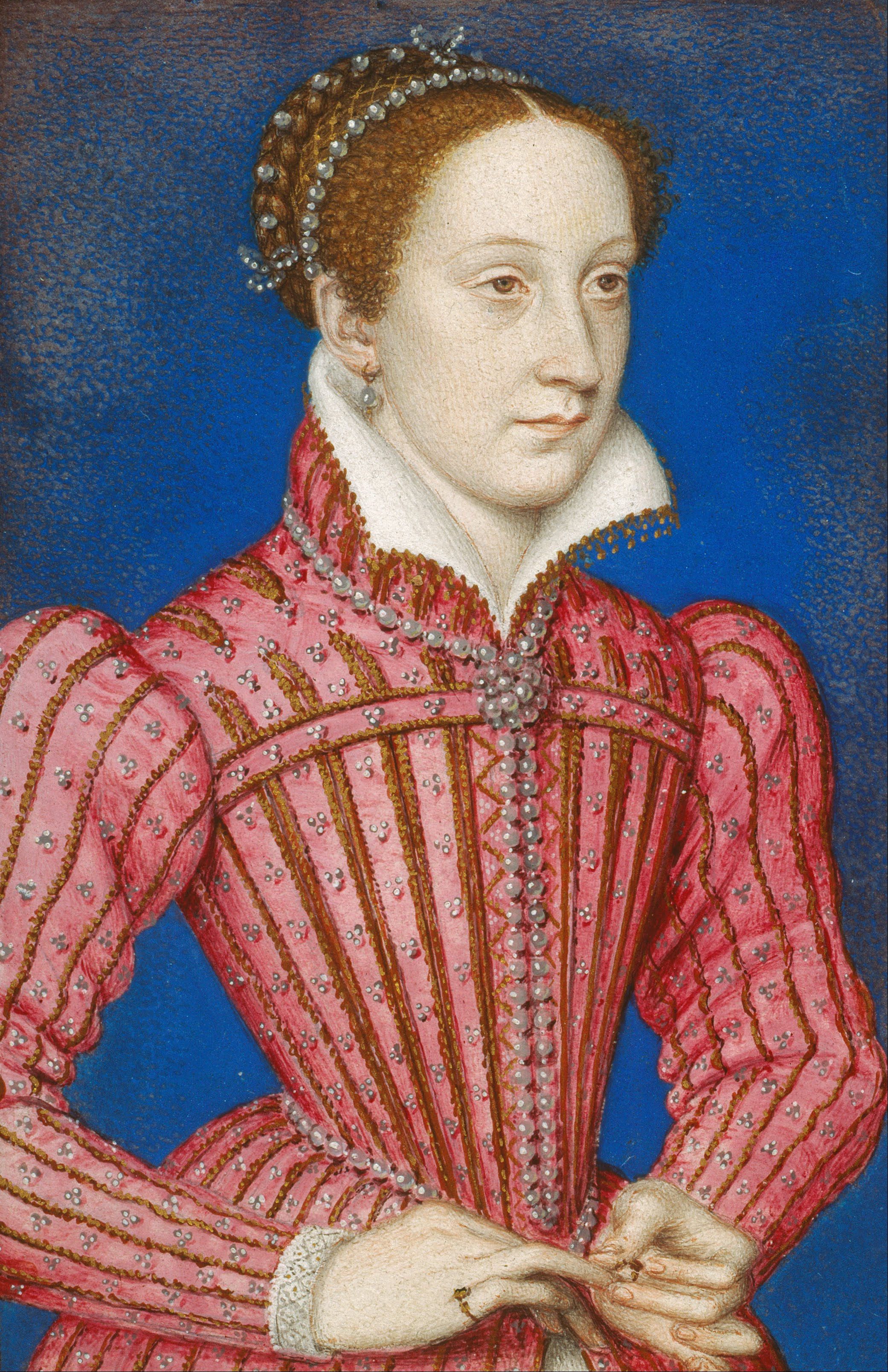
Maria Stuart (1542–1587)

- Stuart, Maria Henrietta (1631–1660), englisch-schottische Prinzessin und Tochter Karls I.
- Stuart, Mark (* 1984), US-amerikanischer Eishockeyspieler und -trainer
- Stuart, Marty (* 1958), US-amerikanischer Country-Sänger und Grammy-Preisträger
- Stuart, Maurus (1664–1720), Abt des Regensburger Schottenkloster
- Stuart, Meg (* 1965), US-amerikanische Tänzerin und Choreografin
- Stuart, Mel (1928–2012), US-amerikanischer Filmregisseur und Filmproduzent
- Stuart, Michael (* 1948), jamaikanischer Jazzmusiker (Tenor- und Sopransaxophon, Klarinette, Flöte)
- Stuart, Michael (* 1975), puerto-ricanischer Musiker
- Stuart, Michelle (* 1933), US-amerikanische Malerin und Bildhauerin
- Stuart, Philip (1760–1830), US-amerikanischer Politiker
- Stuart, Randy (1924–1996), US-amerikanische Schauspielerin
- Stuart, Robert L. (1806–1882), amerikanischer Unternehmer, Sammler und Philanthrop
- Stuart, Robert Stuart, Duke of Kintyre and Lorne (1602–1602), schottischer PrinzRobert Stuart, Duke of Kintyre and Lorne (1602–1602)

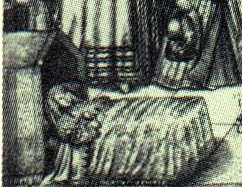
Robert Stuart, Duke of Kintyre and Lorne (1602–1602)

- Stuart, Robert, 11. Lord Blantyre (1777–1830), britischer Adliger und Politiker
- Stuart, Roy (1927–2005), US-amerikanischer Schauspieler
- Stuart, Roy (* 1955), US-amerikanischer Aktfotograf und Regisseur
- Stuart, Ruth McEnery (1852–1917), US-amerikanische Schriftstellerin
- Stuart, Vivian (1914–1986), britischen Autorin
- Stuart, Walker (1920–2007), US-amerikanischer Filmregisseur und Filmproduzent
- Stuart, Walter, 6. Lord Blantyre (1683–1713), schottisch-britischer Adliger und Politiker
- Stuart, William (1755–1822), britischer Geistlicher, Bischof von St Davids und Erzbischof von Armagh
- Stuart, William (1778–1814), britischer Politiker, Mitglied des House of Commons und Marineoffizier
- Stuart, William (1798–1874), britischer Politiker, Abgeordneter des House of Commons
- Stuart, William (1825–1893), britischer Politiker, Abgeordneter des House of Commons
- Stuart-Clark, Chris, britischer Theaterschauspieler
- Stuart-Fox, Martin (* 1939), australischer Wissenschaftler, Hochschullehrer und Autor
- Stuart-Hill, Nicola (* 1979), britische Schauspielerin
- Stuart-Menteath, Patrick William (1845–1925), britischer Geologe
- Stuart-Smith, Tom (* 1960), britischer Gartengestalter
- Stuart-Watt, Eva (1891–1959), britische katholische Missionarin, später Malerin und Autorin
- Stuart-Wortley, Charles (1802–1844), britischer Offizier und Politiker, Mitglied des House of Commons
- Stuart-Wortley, Charles, Baron Stuart of Wortley (1851–1926), britischer Adliger, Jurist und Politiker, Mitglied des House of Commons
- Stuart-Wortley, Emmeline (1806–1855), britische Schriftstellerin
- Stuart-Wortley, James (1805–1881), britischer Politiker und Jurist
- Stuart-Wortley, James, 1. Baron Wharncliffe (1776–1845), britischer Offizier, Adliger und Politiker
- Stuart-Wortley, Jane (1820–1900), britische Philanthropin des viktorianischen Zeitalters
- Stuart-Wortley, John, 2. Baron Wharncliffe (1801–1855), britischer Adliger und Politiker, Mitglied des House of Commons
- Stuart-Wortley-Mackenzie, James (1747–1818), britischer Politiker, Mitglied des House of Commons und Offizier